# Elevado de la avenida San Martín
El Elevado de la avenida San Martín en Caracas es una obra de infraestructura vial construida en el año 2014, por parte del Ejecutivo Nacional a través del Ministerio del Poder Popular para el Transporte Terrestre y Obras Públicas, como parte del Plan de Mejoramiento Vial de Caracas que se ejecutó entre los años 2013 y 2015
Este elevado de concreto armado fue construido en un punto de congestión vial permanente en esta importante arteria del oeste de la capital venezolana. Está ubicado en el cruce de la avenida San Martín con la avenida José Ángel Lamas y la calle Sur que conecta al alimentador San Juan de la autopista Francisco Fajardo en dirección oeste.
Con una inversión de BsF. 75 millones, este elevado de dos canales permitió aligerar el tránsito en el sector y disminuir los tiempos de circulación.

## Antecedentes
La avenida San Martín es una de las principales vías de comunicación terrestre de la capital del país Venezolano que conecta al oeste y el centro de la ciudad. Al construirse la línea 2 del Metro de Caracas, en todo el trayecto de esta avenida, se supuso generaría una mejora significativa en el desplazamiento de los ciudadanos, sin embargo, con el paso del tiempo y el incremento del parque automotor la congestión vehicular se convirtió nuevamente en un problema.
Entre los puntos de mayor congestionamiento de la avenida está la intersección en la esquina Los Palos Grandes, donde confluyen la avenida San Martín con la avenida José Ángel Lamas, así como las calles sur del alimentador San Juan de la autopista Francisco Fajardo y la calle norte del barrio El Guarataro. De igual forma, la rápida circulación era necesaria debido a que en las cercanías se encuentra la Maternidad Concepción Palacios, principal centro hospitalario para mujeres embarazadas de la capital venezolana.
Entre 1985 y 1987 existió un elevado específicamente en la esquina de Capuchinos, erigido para la construcción de la estación del Metro homónima.

## Proyecto y construcción
El Ejecutivo Nacional en el año 2013 aprobó el desarrollo de un plan de construcción de mejoramientos viales para Caracas y otras ciudades del país, con el objetivo de disminuir la congestión vehicular.
Por esto el entonces ministro del Poder Popular para el Transporte Terrestre y Obras Públicas, Haiman el Troudi presentó el proyecto de construir un elevado en la avenida San Martín que recibió la aprobación del presidente de la República Nicolás Maduro Moros y un monto de BsF. 75 millones para su ejecución.
Este elevado de concreto armado siguió los mismos patrones que el Elevado de Los Dos Caminos pero con unas dimensiones menores debido a las características de la avenida. Su construcción inició en junio de 2014 con la participación exclusiva de ingenieros venezolanos y el uso de materiales nacionales.
Con un muro de tierra armada de 125 metros al oeste y otro de 95 metros al este, el elevado tiene un largo de 255 metros y 14 metros de ancho con dos canales, uno en cada sentido, así como calles adyacentes que conectan con la avenida José Ángel Lamas y permiten el ingreso desde la calle sur que se alimenta de la autopista Francisco Fajardo.
El Elevado de la avenida San Martín fue inaugurado el 19 de diciembre de 2014, por el ministro El Troudi y el alcalde del municipio Libertador, Jorge Rodríguez, permitiendo la descongestión de la zona, disminuyendo el tiempo de recorrido en el tramo este-oeste y oeste-este, convirtiéndose en la obra número 14 del plan de mejoramiento vial para Caracas.
Se convirtió en el segundo elevado de concreto armado que se construyó en el municipio Libertador de Caracas y el tercero del área metropolitana, ya que los otros elevados existentes, con más de cuarenta años de antigüedad son de estructura metálica.

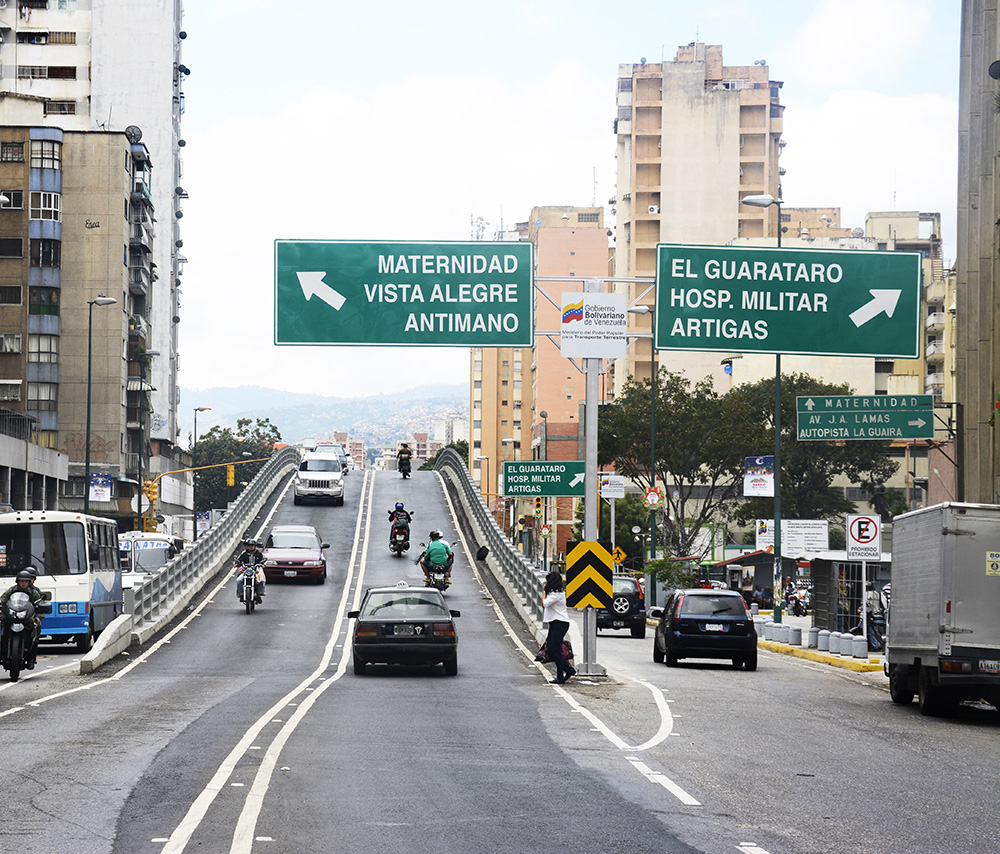
Elevado Av San Martín
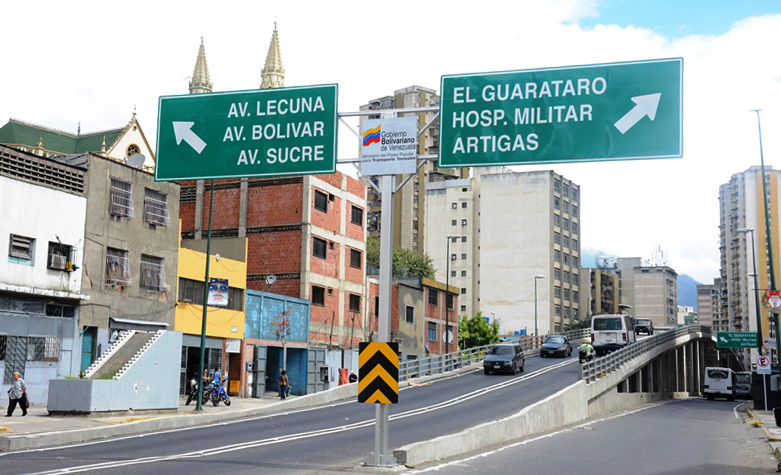
Elevado Av San Martín
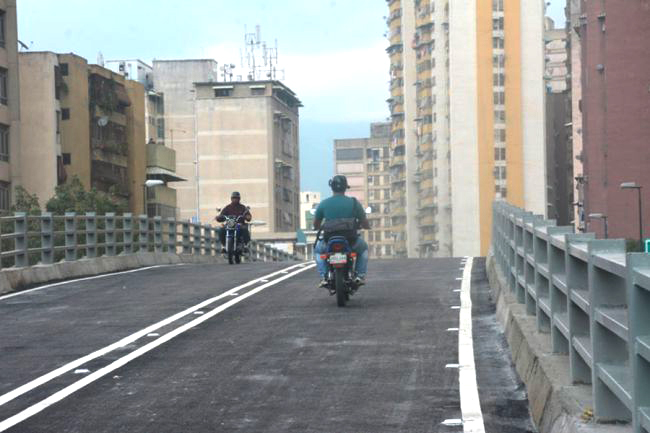
Elevado Av San Martín